# 交換価値
交換価値（こうかんかち、value in exchange,exchange value）とは、古典派経済学およびマルクス経済学の概念で、ある商品の使用価値がその他の商品の使用価値と交換される場合の比率を指す。

## 概説
あらゆる生産物は使用価値を持っているが、それは交換されなければ主観的な使用価値に過ぎない。しかし交換されその生産物は商品となった時、すなわち交換の過程で、より客観的な価値としての交換価値がその商品に与えられることとなる（貨幣経済においては価格として表現されるのは交換価値であるが、ここでは貨幣経済が成立していないと仮定する）。
すなわち商品の交換価値はその他の種類の商品と物々交換される差異の量的な比率に表現できる。その方程式はA商品x量＝B商品y量のようにあらわすことができる。

## 価値との関係
物々交換では商品の交換比率は常に変動的、偶然的なものであるが、長期的に平均化すれば一定の安定した交換価値がある。すなわちすべての全く性質が異なる商品でも大きさが比較できる普遍的な価値が内在していると考えることができる。
例えば1キロの米と、1平方メートルの布が物々交換されると仮定する。この場合、米という商品1キロは布という商品1平方メートルと同じ交換価値を持つ。しかし、米と布の価値は性質が全く異なる商品であり、数量的には比較することが不可能であるはずである。この経済現象はすべての商品には普遍的・抽象的な価値を持っていると考えられる。したがってマルクス経済学ではこの普遍的な価値を最も根源的な「価値」と呼ぶ。